# Varner-Gruppen

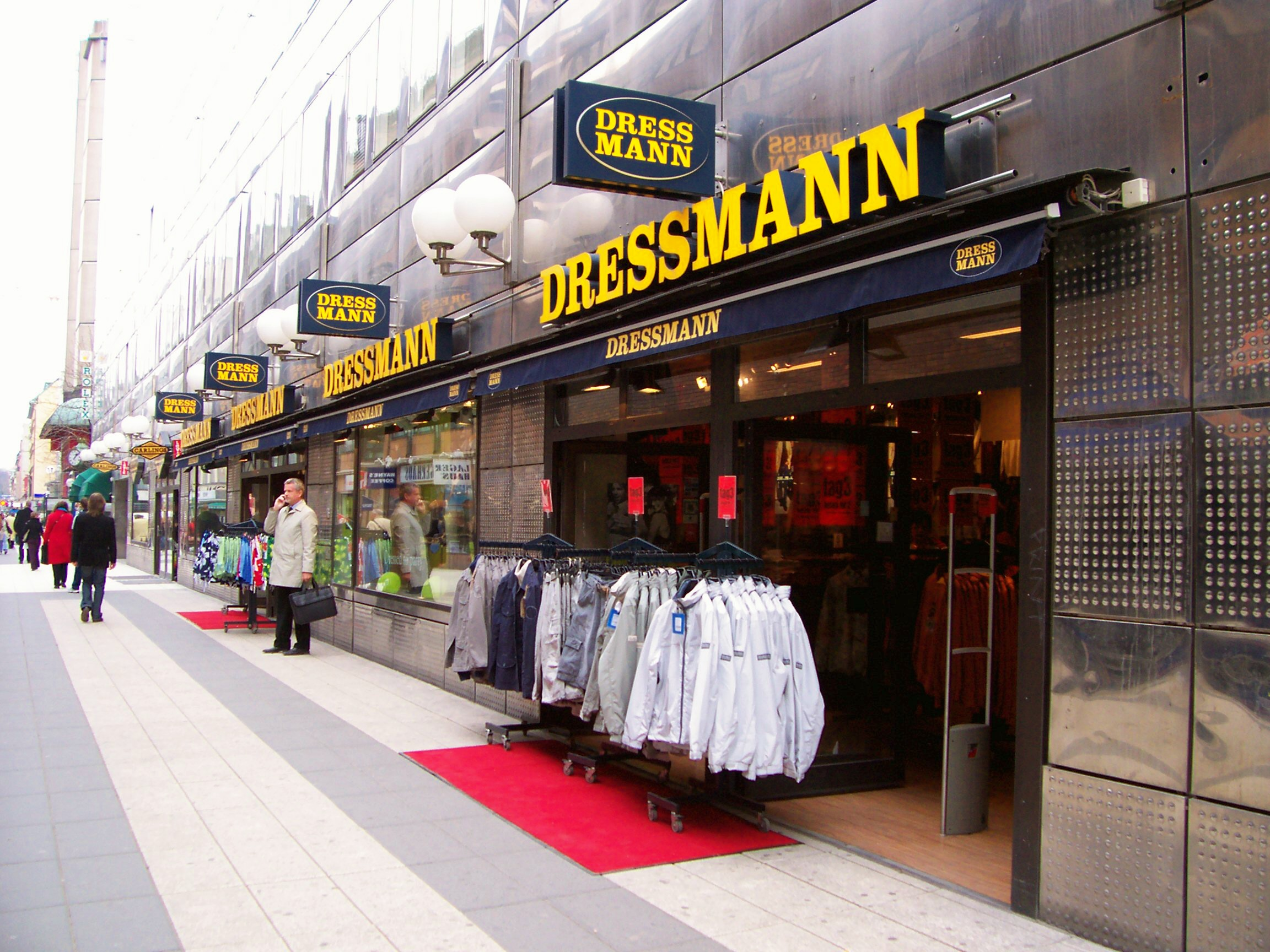
Dressmann är en av butikskedjorna som ingår i Varner-Gruppen.

Varner-Gruppen AS är en norsk koncern av klädbutiker. Koncernen är privatägd och kontrolleras av familjen Varner via olika aktiebolag. Gruppen har via sina dotterbolag (som uppträder under olika butiksnamn) runt 1100 butiker i olika länder i Nordeuropa, varav runt 500 i Norge. Därutöver finns butiker i Sverige, Finland, Danmark, Tyskland, Island, Lettland och Polen
2008 hade Varner-Gruppen 8 314 anställda, och en omsättning på 7,726 miljarder norska kronor. Huvudkontoret finns i Billingstad.

## Historik
Den första butiken i det som senare blev Varner-Gruppen öppnades 1962 på Thorvald Meyersgate i Oslo av Frank Varner. 1965 öppnades en ytterligare butik i Oslo och en butik i Trondheim. Namnet Dressmann, fortfarande ett av Varner-Gruppens butiksnamn, började användas 1967 på en ny butik på Skippergata i Oslo, och användes därefter på flera av de norska butikerna. På 1980-talet köpte Varner-Gruppen Jonas Øglænd AS, som bland annat drev butikskedjan Cubus. 1985 etablerades Carlings. Successivt köptes andra kedjor upp, Bik Bok 1991, Vivikes 1994, svenska Hagenfeldt 1996, Urban 2001, WOW och Volt 2006, SOLO 2007 och Junkyard köptes 2014.

## Butikskedjor i Varner-Gruppen
- Bik Bok
- Carlings
- Cubus
- Dressmann / Dressmann XL
- Junkyard
- Levis Store
- Volt